# NGC 4206
NGC 4206 este o galaxie activă situată în constelația Fecioara. A fost descoperită în 17 aprilie 1784 de către William Herschel. Se află la o distanță de 19,05 megaparseci de Pământ.